# Palais épiscopal de l'éparchie de Bačka
Le palais épiscopal de l'éparchie de Bačka (en serbe cyrillique : Владичански двор Епархије Бачке ; en serbe latin : Vladičanski dvor Eparhije Bačke) se trouve à Novi Sad, la capitale de la province autonome de Voïvodine, en Serbie. En raison de sa valeur patrimoniale, il est inscrit sur la liste des monuments culturels protégés de la République de Serbie (identifiant n° SK 2016).

## Historique
Situé au carrefour des rues Zmaj Jovina et Dunavska, l'actuel palais a été construit à l'emplacement d'un ancien palais édifié en 1741 à l'initiative de Visarion Pavlović, qui était alors l'évêque de l'éparchie de Bačka. Comme beaucoup de constructions de Novi Sad, il a été détruit par les bombardements venant de la forteresse de Petrovaradin au cours de la révolution hongroise de 1848-1849. Un nouvel édifice a été dessiné par l'architecte Vladimir Nikolić et les travaux de construction, commencés en 1899, se sont achevés en 1901,.
Le palais épiscopal a été inscrit sur la liste des monuments culturels de la République de Serbie en 2007.

## Architecture

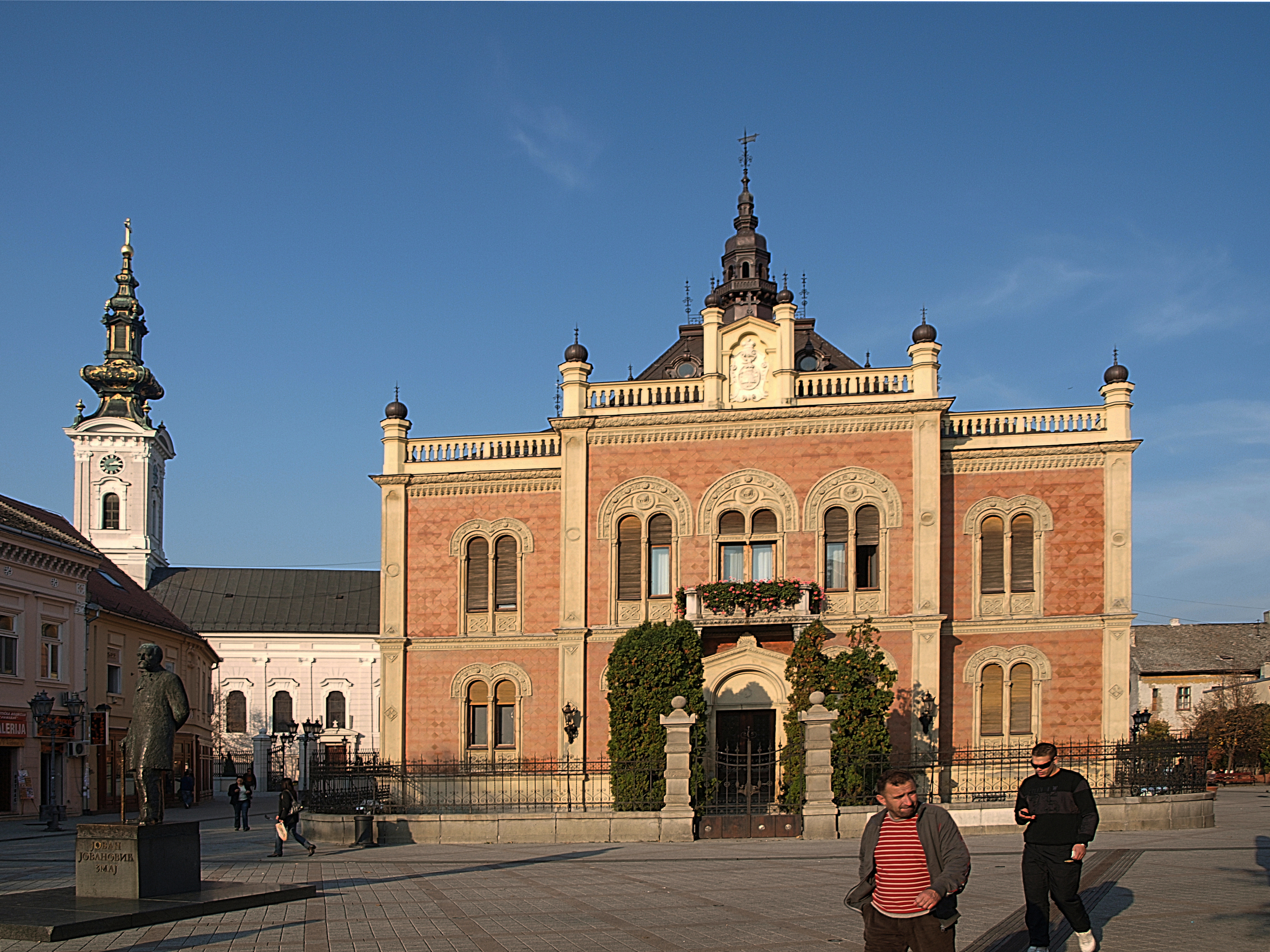
Le palais et la cathédrale Saint-Gorges (au fond au gauche)

Le plan du palais prend la forme de la lettre cyrillique « П » étirée, qui symbolise l'Église orthodoxe serbe, Српска Православна Црква, et que l'on retrouve par exemple dans la structure du lycée orthodoxe serbe de Novi Sad, lui aussi dessiné par Nikolić. L'aile gauche du bâtiment est un peu plus courte en raison de la proximité immédiate de la cathédrale Saint-Georges. L'édifice est doté d'un rez-de-chaussée et d'un étage.
À l'extérieur, le bâtiment est décoré de briques rouges et, par son style, il est caractéristique du style éclectique avec une influence du néo-romantisme et du courant serbo-byzantin, qui, dans ses formes et ses ornements, constitue une variante serbe de l'Art nouveau ; Nikolić s'y montre également sensible aux théories architecturales néoclassiques de Theophil Hansen. La façade principale est organisée autour d'une avancée centrale. Elle est rythmée par des fenêtres géminées élancées et surmontées dans la partie centrale de frontons demi-circulaires ornés. Le toit est bas et en partie dissimulé par une balustrade.

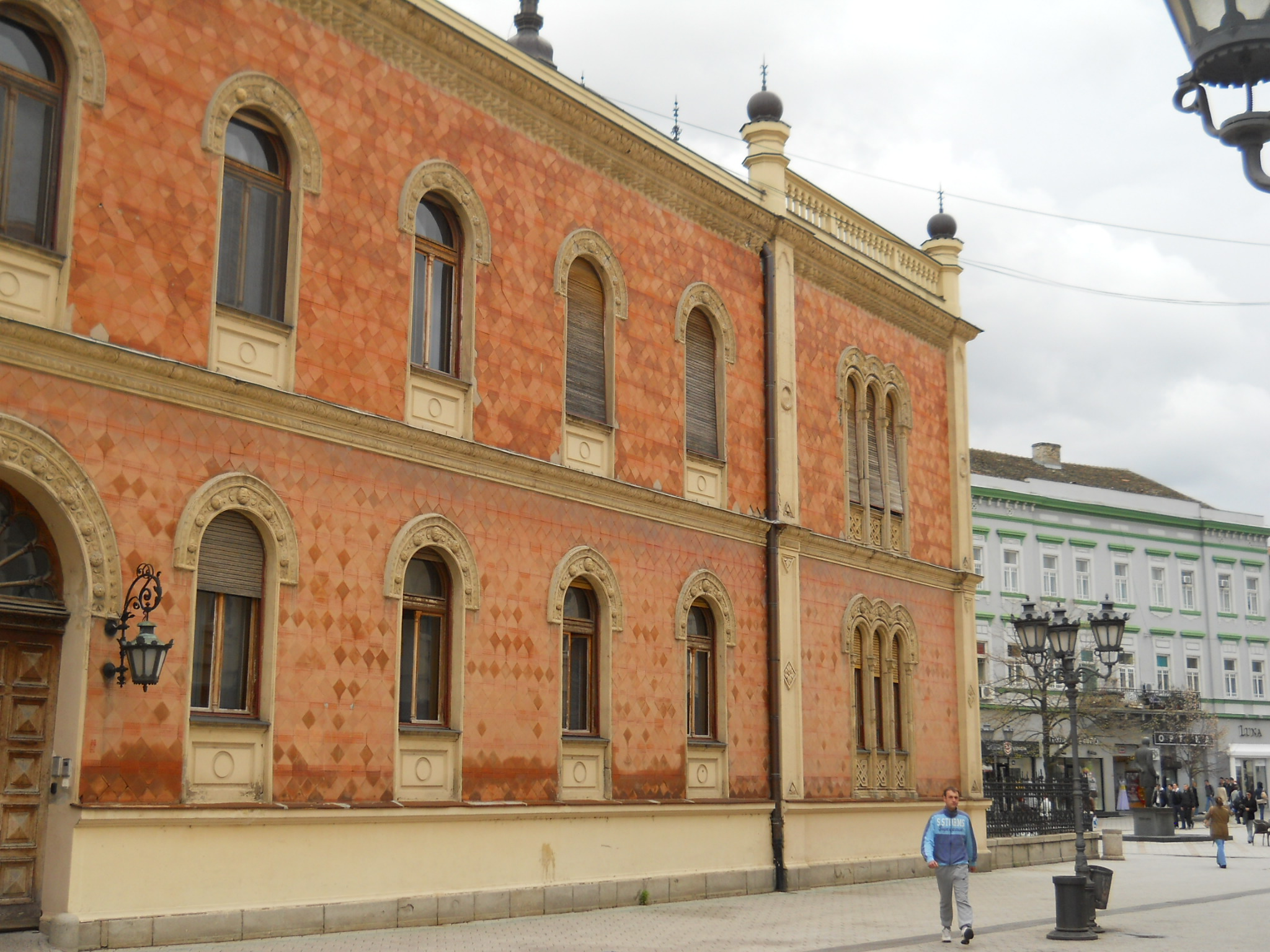
L'aile gauche du palais

## Intérieur
À l'intérieur, le palais est organisé autour d'une cour centrale fermée. Le hall d'entrée dispose d'un escalier doté d'une rambarde en fer forgé ; presque toutes les pièces sont richement décorées de stucs.
Le palais abrite de nombreux biens mobiliers, dont une collection de 16 portraits peints, inscrits au patrimoine depuis 1949. Les fresques de la salle à manger sont dues au peintre Vladimir Predojević, qui y a représenté des scènes du Nouveau Testament. La chapelle abrite une iconostase réalisée par Vladimir Kuročkin et peinte par l'artiste russe Andreï Avtchnev,. Parmi les richesses du palais, on compte aussi des poêles en faïence, des meubles anciens ainsi que de nombreux objets d'art.